# Pemangkat
Pemangkat (Chinees: 邦戛, Pinyin: Bāng jiá, Hakka: Pang kat), in het Nederlands ook wel Pamangkat genoemd, is een kustplaats in West-Kalimantan, Indonesië, gelegen aan de Zuid-Chinese Zee. Het is gelegen ten noordwesten van Pontianak, de provinciehoofdplaats. 

## Demografie
De meeste inwoners van Pemangkat zijn Maleiers dan wel Chinese Indonesiërs. Inwoners die afstammen van de oorspronkelijke bevolking worden in de Hakka-taal Pangkatnyin genoemd: mensen van Pemangkat.

## Geografie
Pemangkat, dat is gelegen in het Regentschap Sambas, bezit een beroemde tempel; (Hakka:) Shin Mu Nyong. 
Gouvernementen: Goudkust* · Nederlands Brazilië · Nederlandse Antillen · Nederlands-Guiana (Berbice* · Cayenne · Demerary* · Essequebo* · Pomeroon · Suriname*) · Nieuw-Nederland
Gebieden met een directeur: Maagdeneilanden
Gebieden met een baron: Tobago (geleend aan Cornelis Lampsins)
Factorijen / handelsposten: Arguin · Loango-Angolakust · Senegambia · Slavenkust
Gouvernementen: Amboina* · Banda* · Batavia* · Ceylon · Coromandelkust* · Formosa · Java's Noordoostkust* · Kaapkolonie* · Makassar* · Malakka* · Mauritius · Molukken*
Directoraten: Vestingen in Bengalen · Vestingen in Perzië · Suratte
Commandementen: Bantam* · Malabar · Sumatra's Westkust*
Residenten: Bandjarmasin* · Cheribon* · Palembang* · Pontianak*
Gebieden met een opperhoofd: Birma · Dejima* · Vestingen in Siam · Timor · Tonquin
Factorijen: Vestingen in China
Nederzettingen: Amsterdam eiland (incl. Smeerenburg) · Jan Mayen
Vestingen: Acadia · Fort Nassau · Zoutpannen in Venezuela
*: Gebieden ook in handen van de Bataafse Republiek geweest.